# Keukenhof

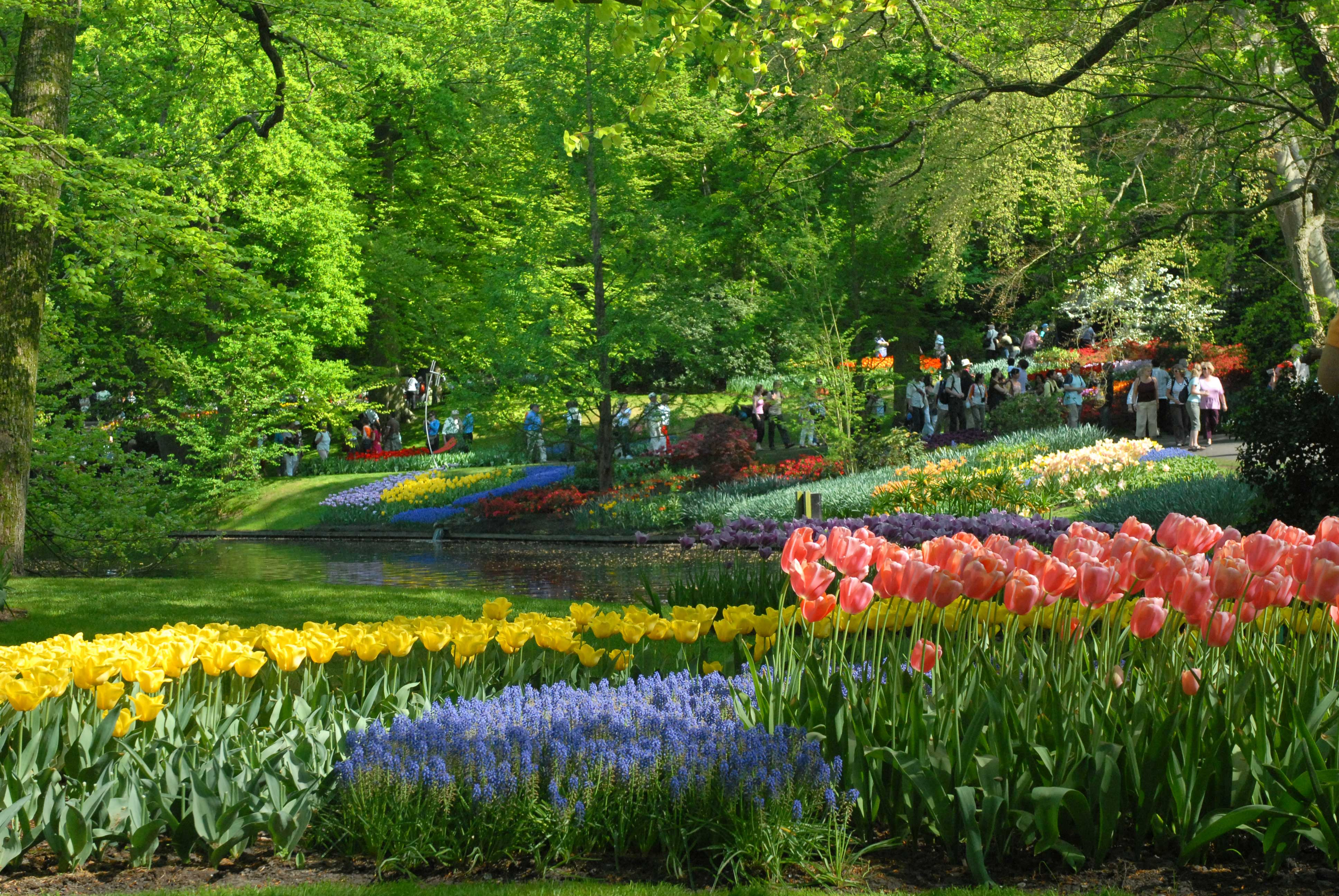

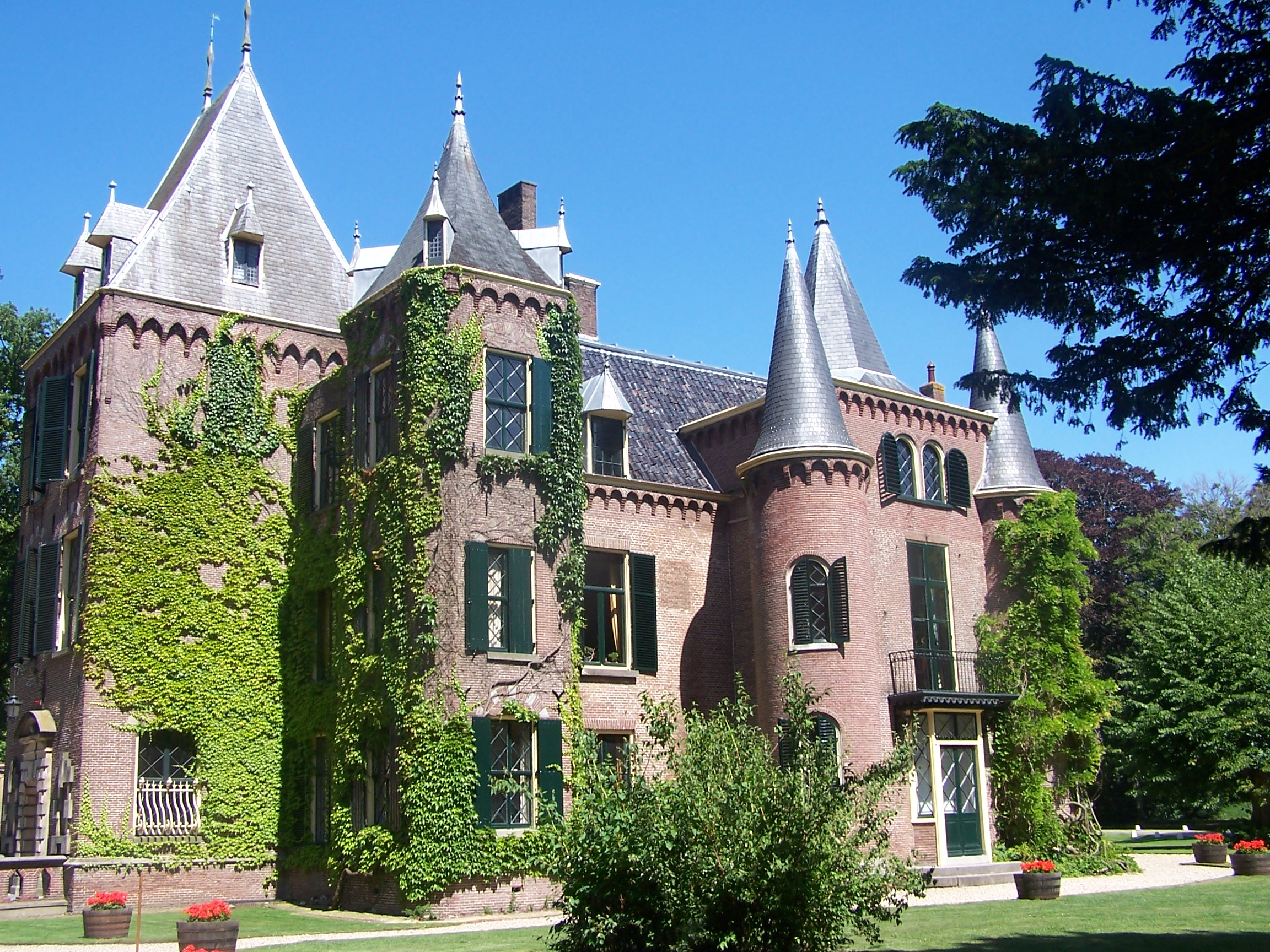
Lâu đài Keukenhof

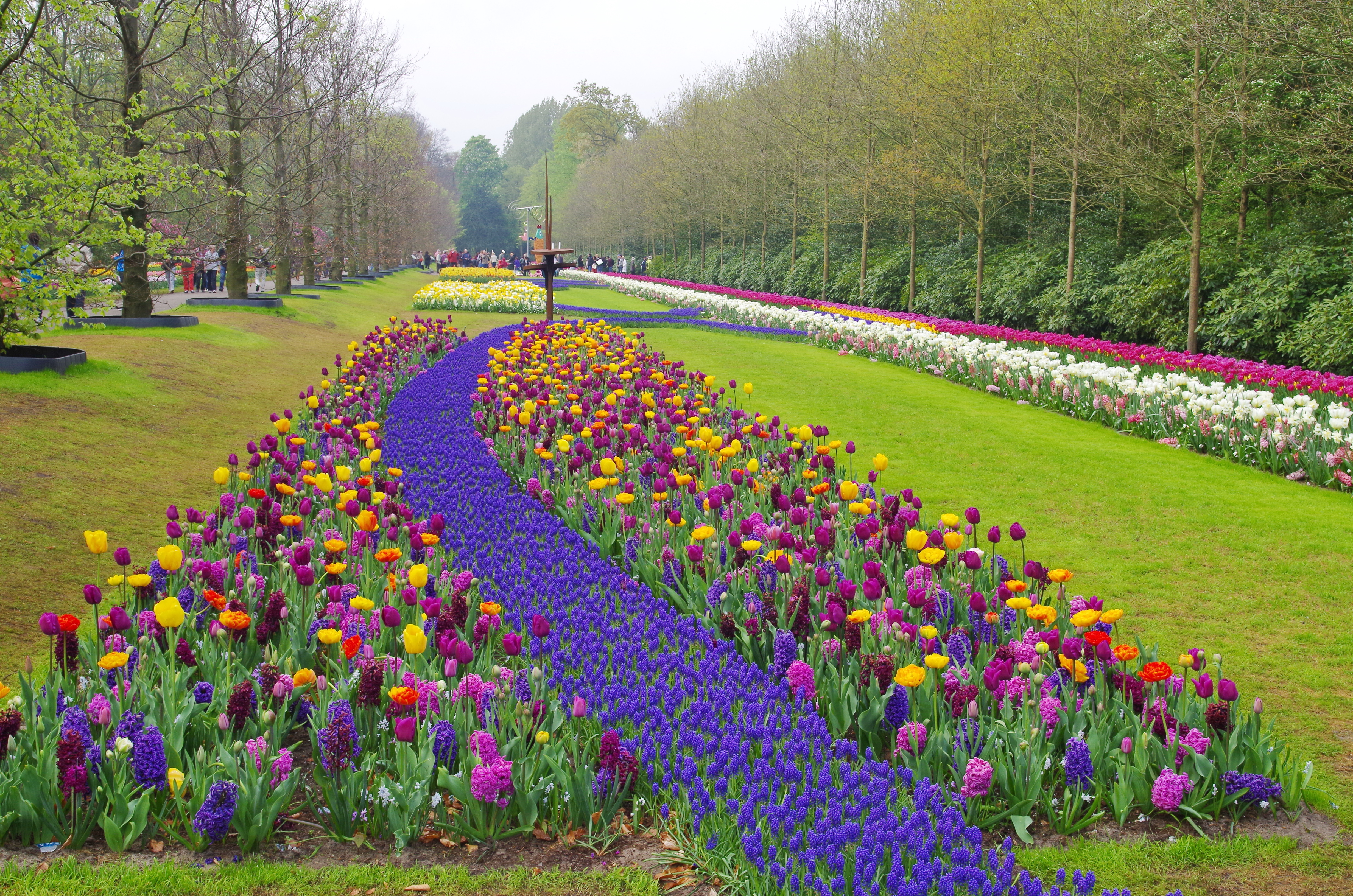

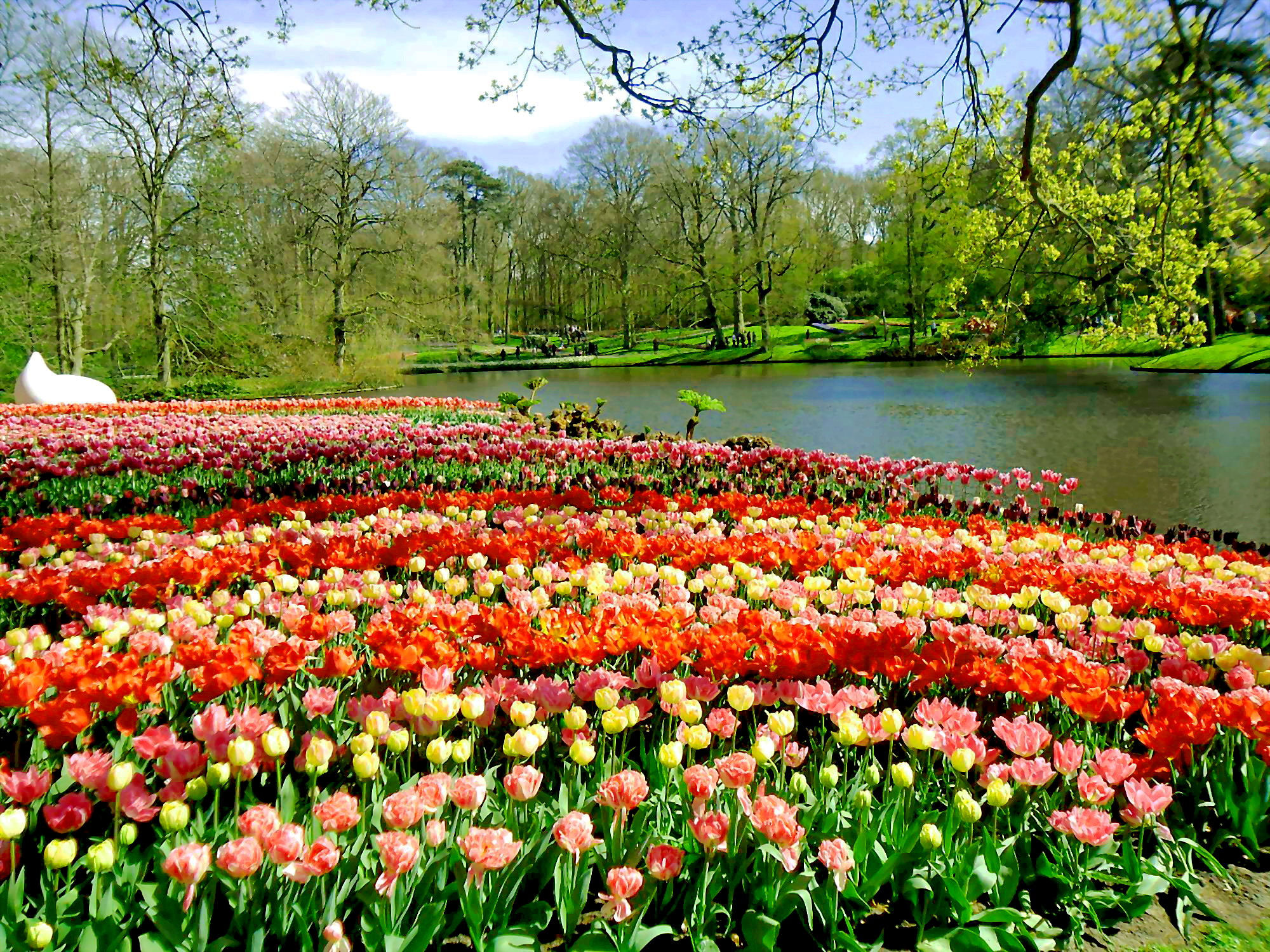
Hoa tulip được trồng nhiều trong công viên

Keukenhof (nghĩa đen: "vườn nhà bếp", phát âm tiếng Hà Lan: [ˈkøːkə(n)ˌɦɔf]), còn được gọi là Vườn châu Âu nằm ở Lisse, một thị trấn nhỏ ở phía nam Amsterdam, Hà Lan. Đây là vườn hoa lớn nhất thế giới với diện tích 32 ha và hàng năm trồng khoảng 7 triệu hoa.  Keukenhof được biết đến rộng rãi với hoa tulip nhưng vườn cũng có nhiều loài hoa khác, bao gồm lục bình Hyacinthus, thủy tiên, hoa loa kèn, hoa hồng, cẩm chướng và diên vĩ.
Keukenhof mở cửa cho khách du lịch bắt đầu từ tuần cuối cùng của tháng 3 đến giữa tháng 5. Vườn hoa này là ý tưởng xuất hiện vào năm 1949 của thị trưởng Lisse khi đó. Ý tưởng này là tạo ra một triển lãm dành cho những người trồng hoa khắp Hà Lan và châu Âu có thể tham gia. Keukenhof được đặt tên "Vườn châu Âu", do từ khi thành lập, nó là vườn hoa lớn nhất thế giới vào dịp mùa xuân ở Bắc bán cầu. Thời điểm ngắm tulip tốt nhất là vào khoảng giữa tháng 4, tùy thuộc vào thời tiết. Keukenhof mở cửa từ 8 giờ sáng đến 7:30 tối, với giá vé khoảng 12,50 euro mỗi người. Nó nằm giữa các thị trấn Hillegom và Lisse, phía nam Haarlem ở Nam Hà Lan, tây nam Amsterdam. Có đường tàu hỏa và xe buýt đến đó.

## Lịch sử
Keukenhof là một khu săn bắn vào thế kỷ 15. Nó cũng là nơi có các loại thảo mộc cung cấp cho nhà bếp của lâu đài Keukenhof, phục vụ cho bá tước Jacoba de Baviere. Sau khi nữ bá tước này qua đời, lâu đài đã thuộc quyền sở hữu của nhiều thương nhân giàu có sau đó. Thống đốc của đội tàu công ty Đông Ấn là Adriaen Maertensz Block đã từng sống ở đó trong những năm ông nghỉ hưu vào thế kỷ 17 trong lâu đài Keukenhof ngày nay mà ông đã để cho xây dựng năm 1641.
Trong thế kỷ 19, nam tước và nữ nam tước Van Pallandt giao cho kiến trúc sư cảnh quan là Jan David Zocher và con trai của ông, Louis Paul Zocher, người đã từng làm việc ở Vondelpark, thiết kế các công trình xung quanh lâu đài.
Khu vườn được thành lập vào năm 1949 bởi thị trưởng của Lisse. Ý tưởng là để trựng bày một triển lãm hoa ngoài trời, nơi người trồng từ khắp Hà Lan và châu Âu có thể khoe các sản phẩm lai tạo của họ, và giúp các ngành công nghiệp xuất khẩu hoa của Hà Lan phát triển (Hà Lan là nước xuất khẩu hoa lớn nhất thế giới). Keukenhof đã trở thành vườn hoa lớn nhất thế giới sau đó.

## Hình ảnh
Các ảnh dưới đây đều được chụp trong công viên Keukenhof.

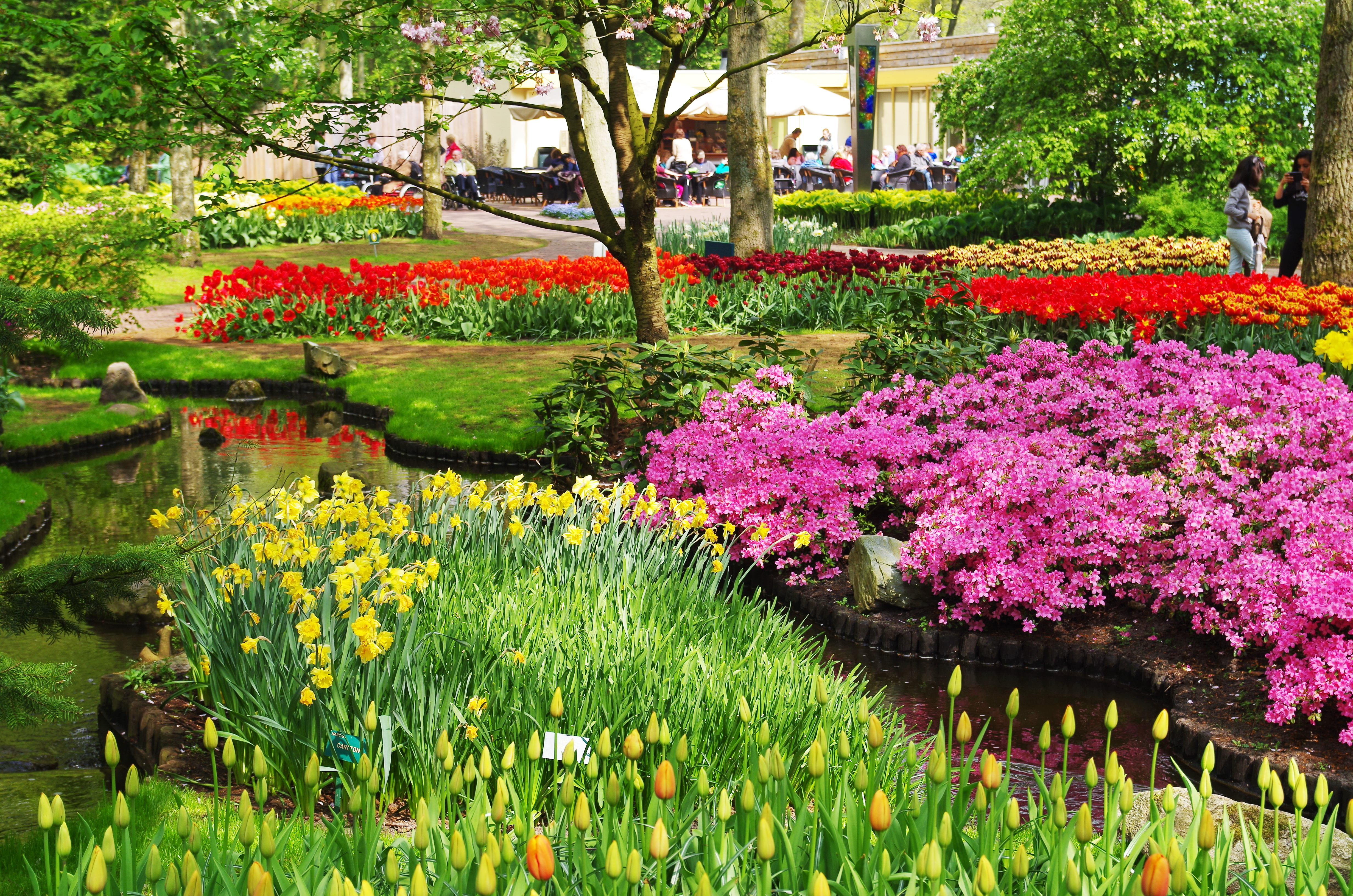
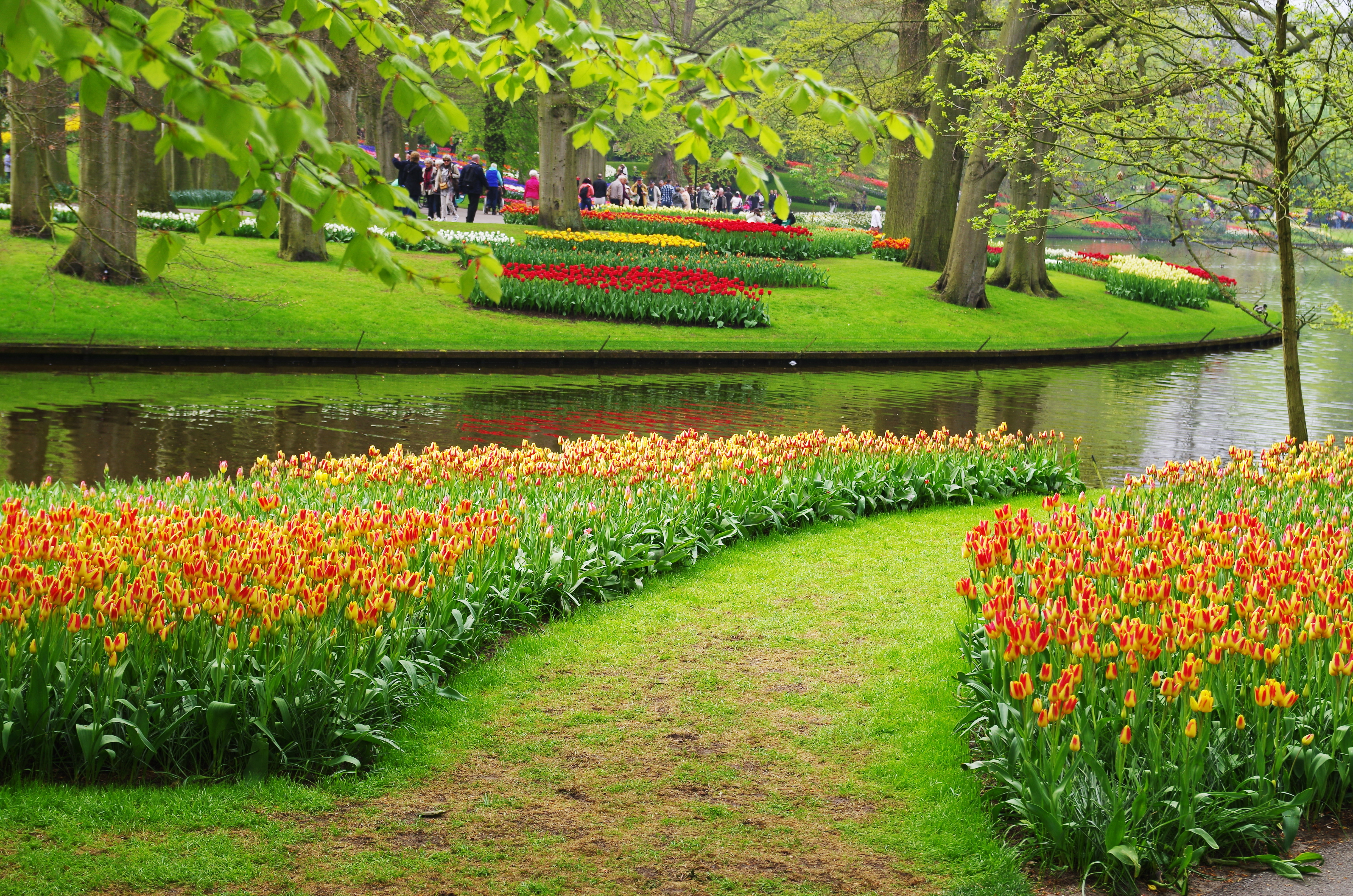
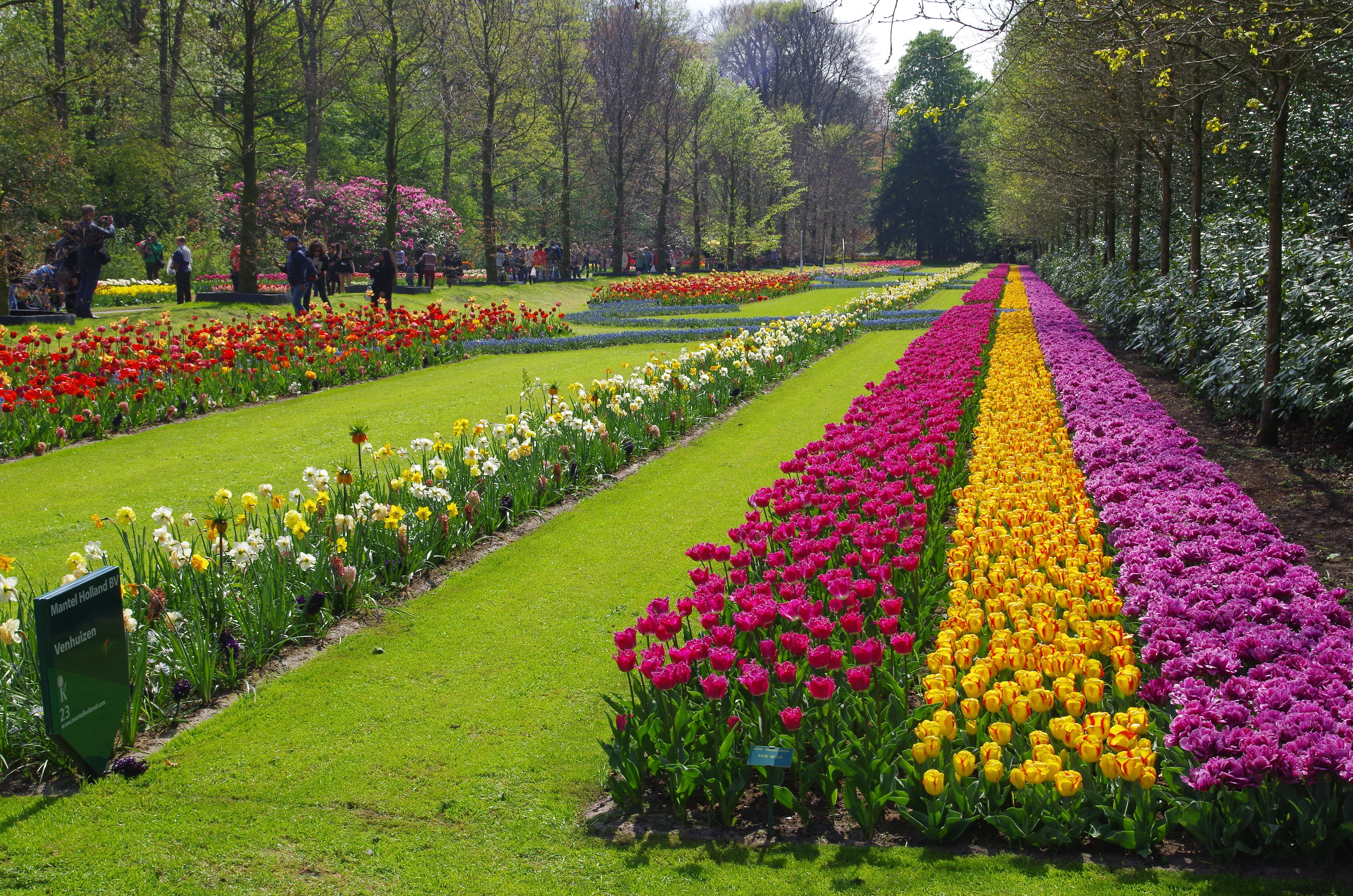
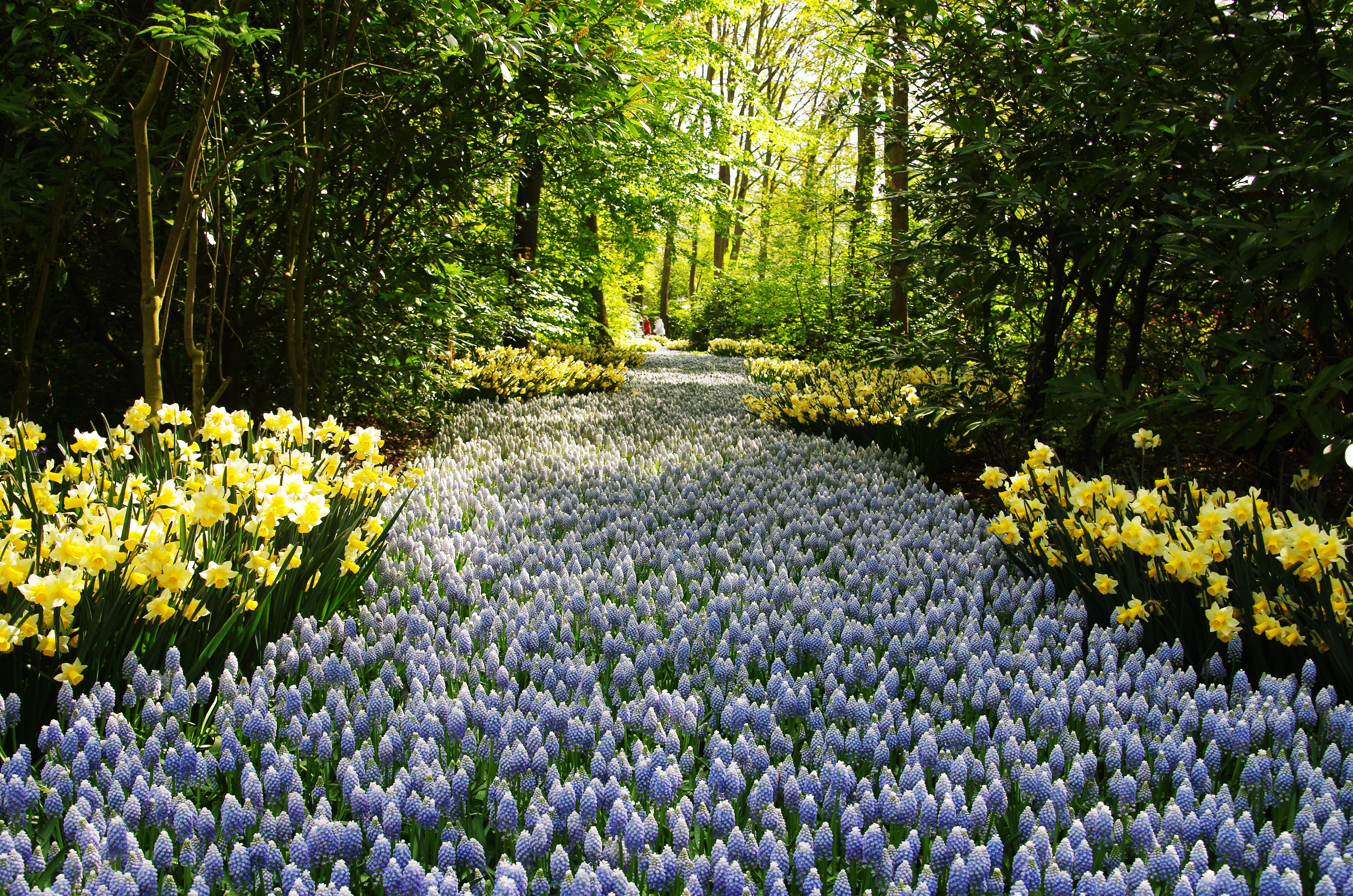
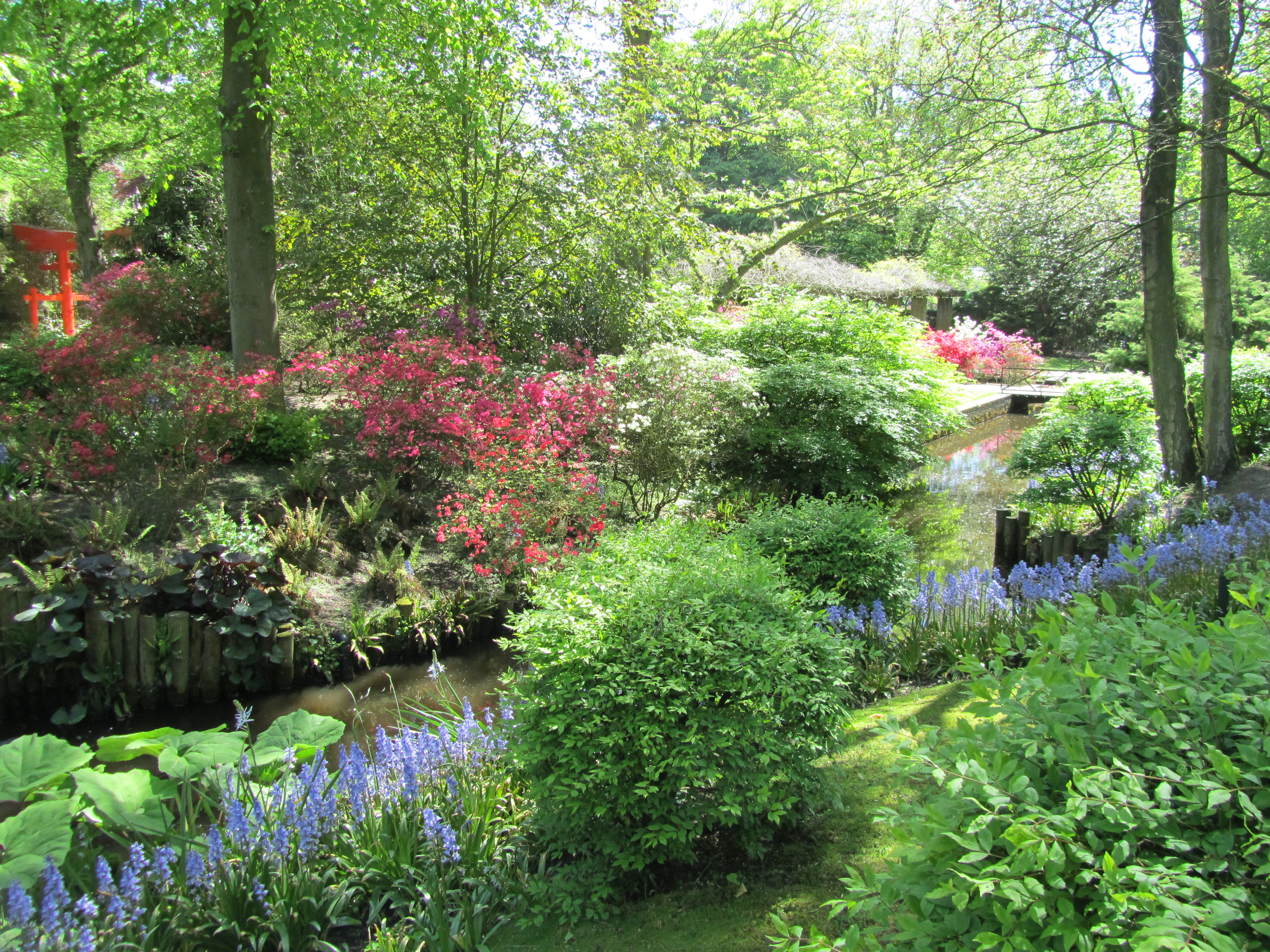
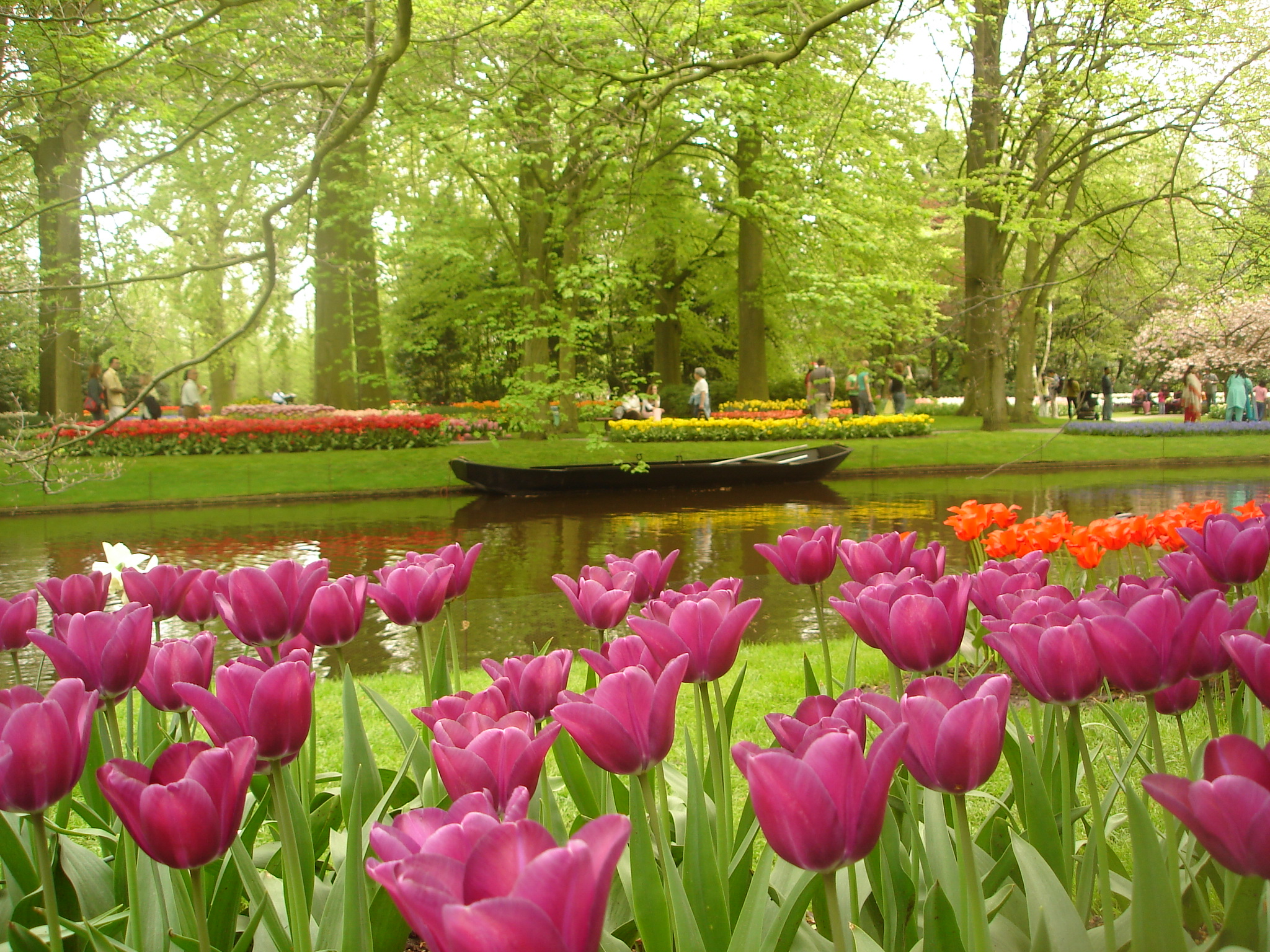
Một chiếc thuyền nhỏ trong khu vườn Keukenhof, với hoa tulip ở phía trước.
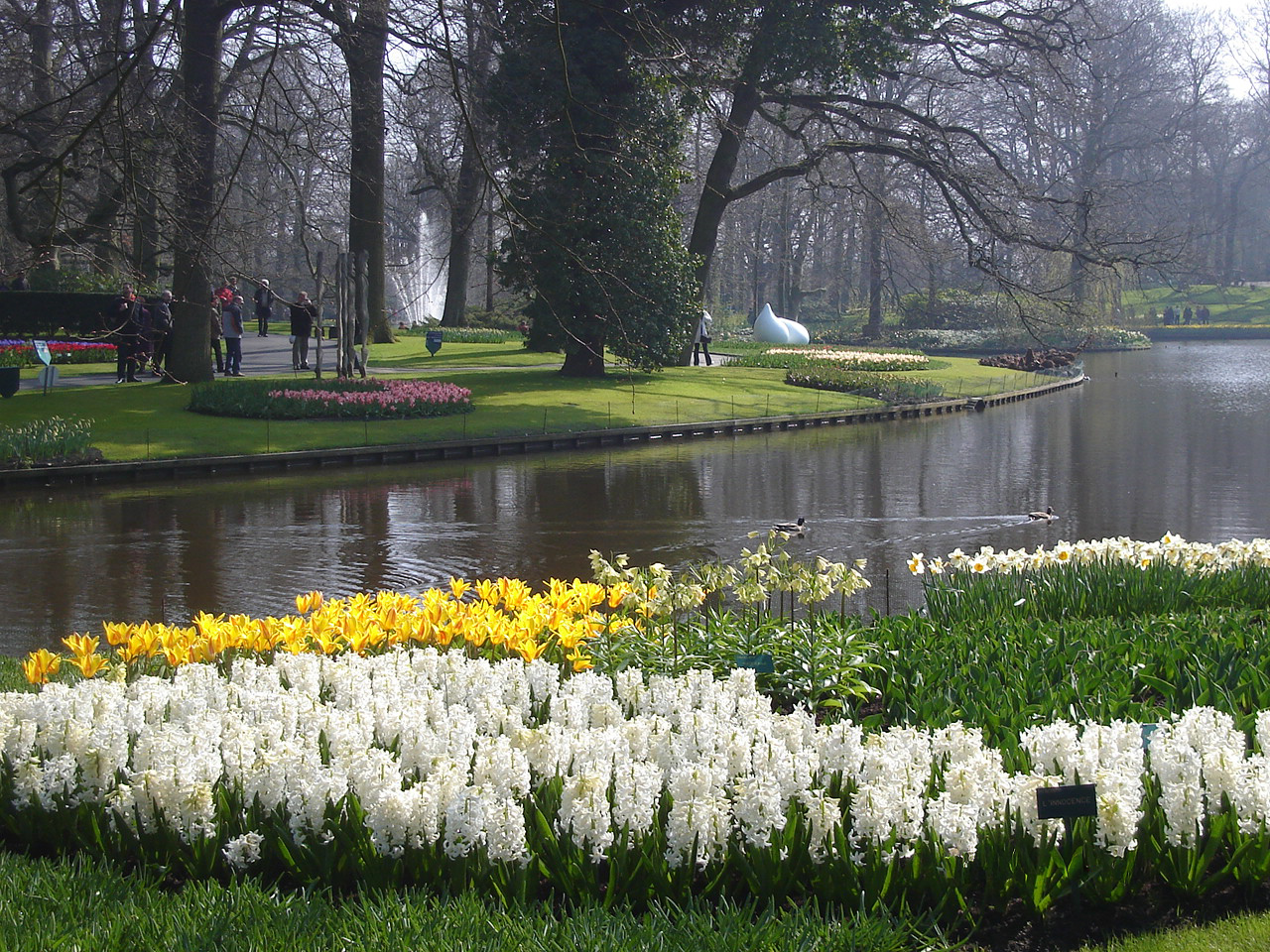
Khung cảnh hồ nước
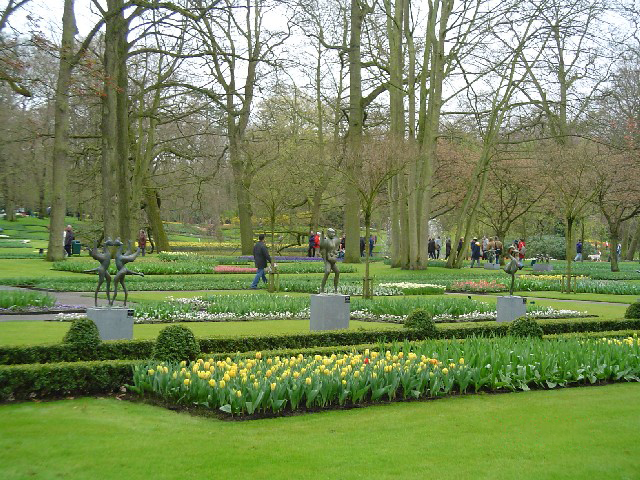
Một góc vườn hoa
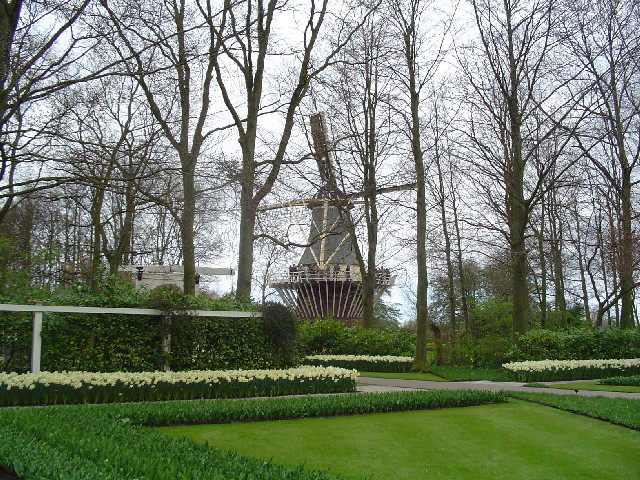
Cối xay gió
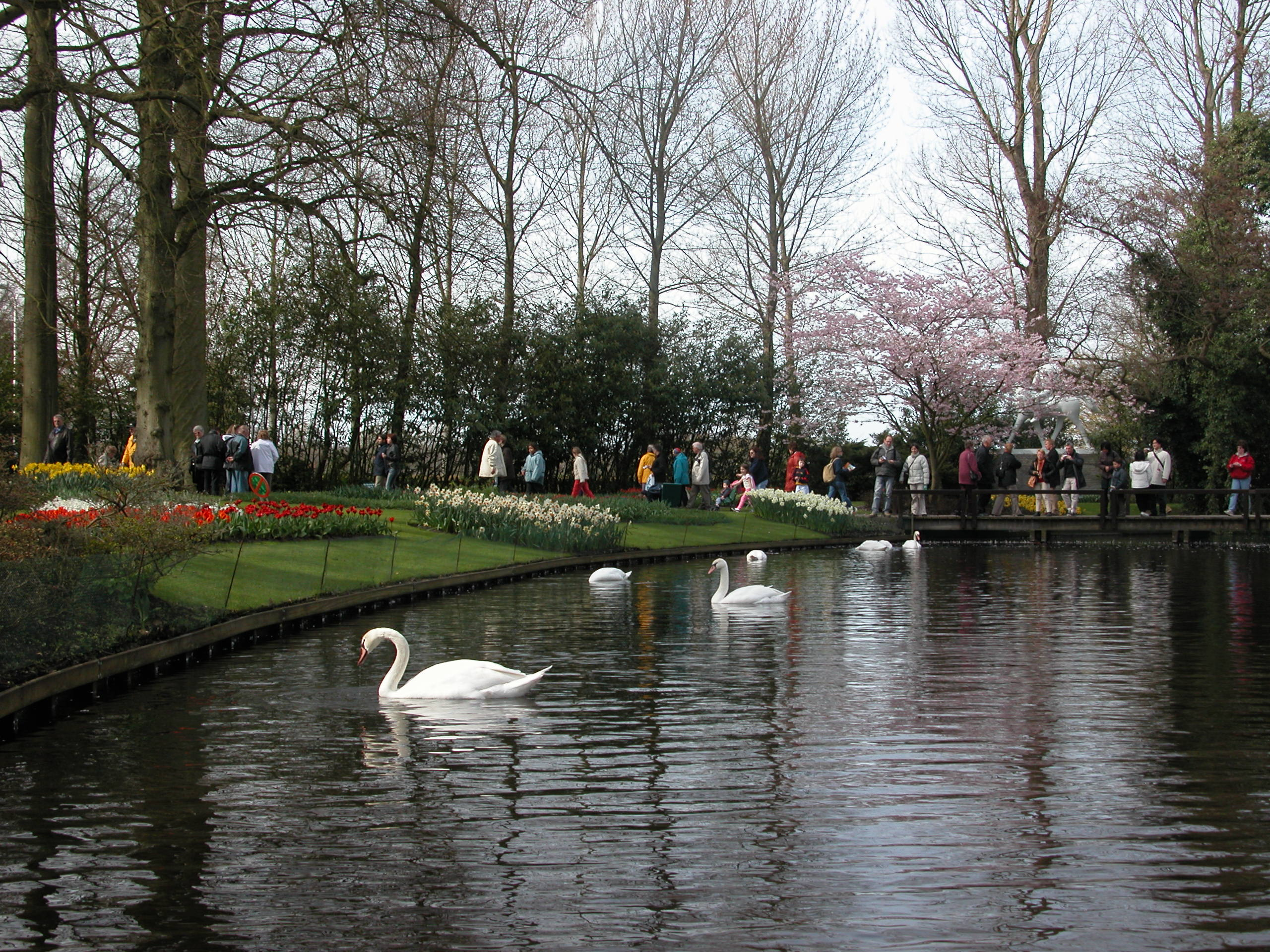
Đàn thiên nga
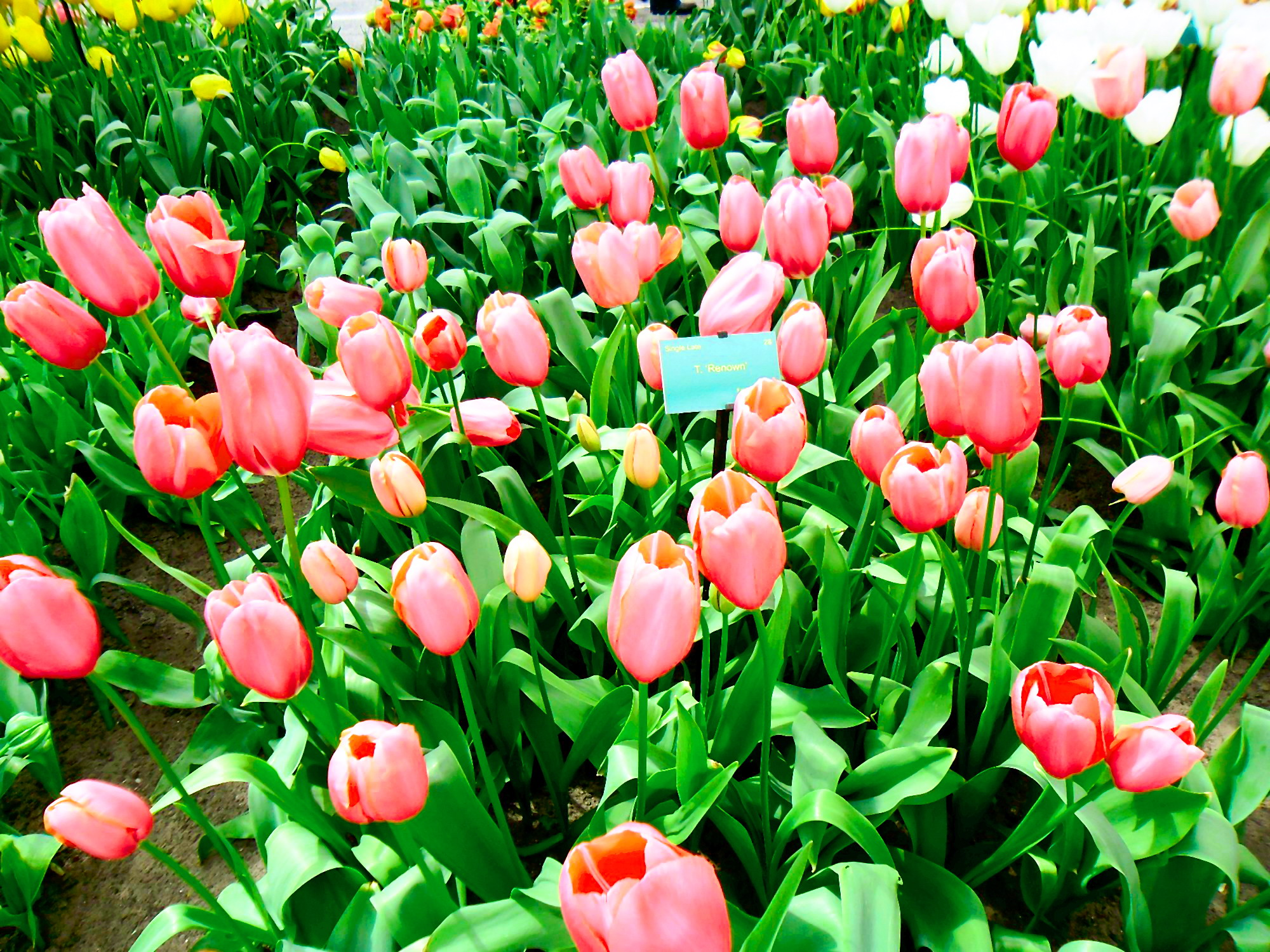
Tulip Renown - Single Late
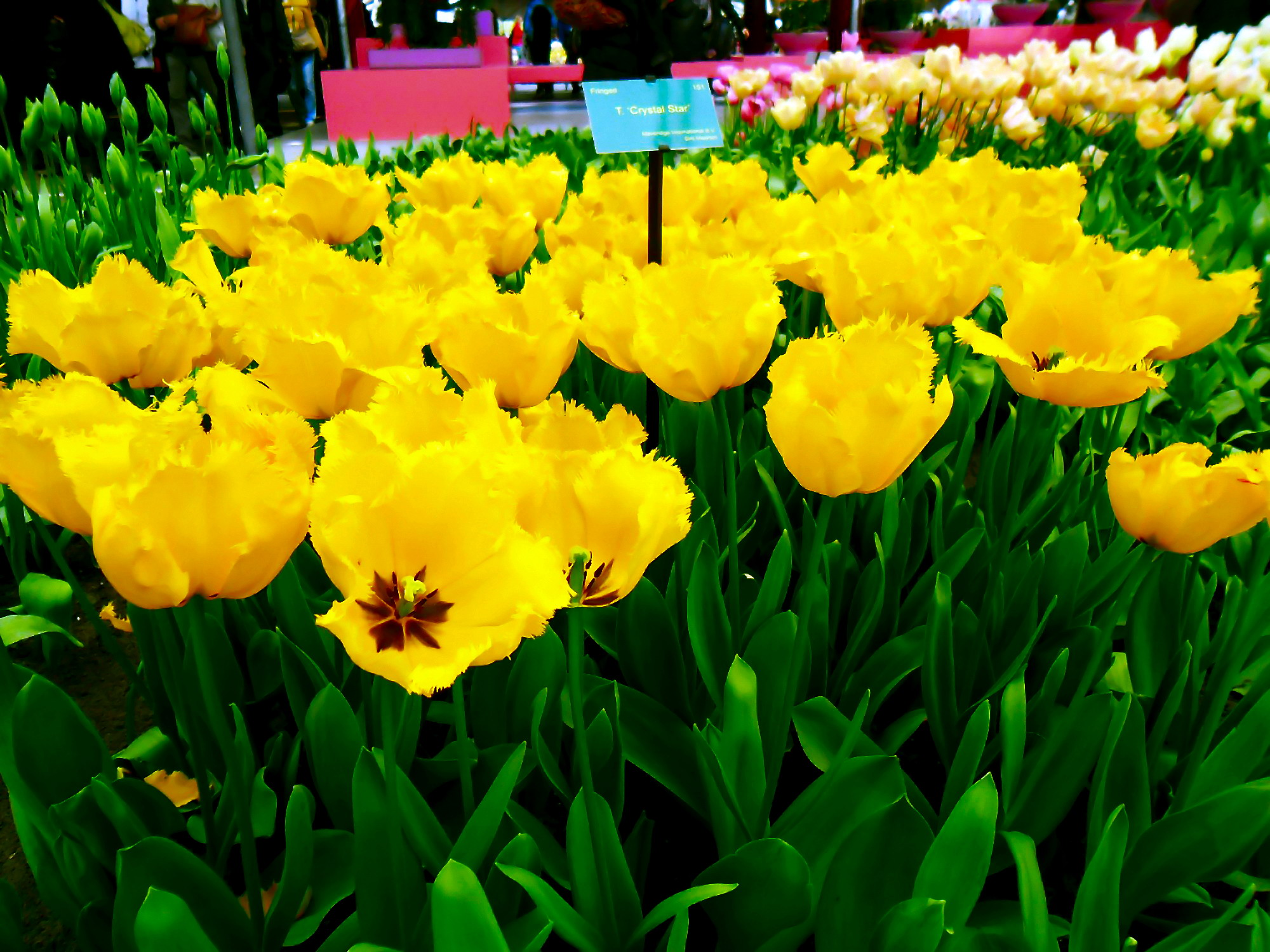
Tulip Crystar Satar
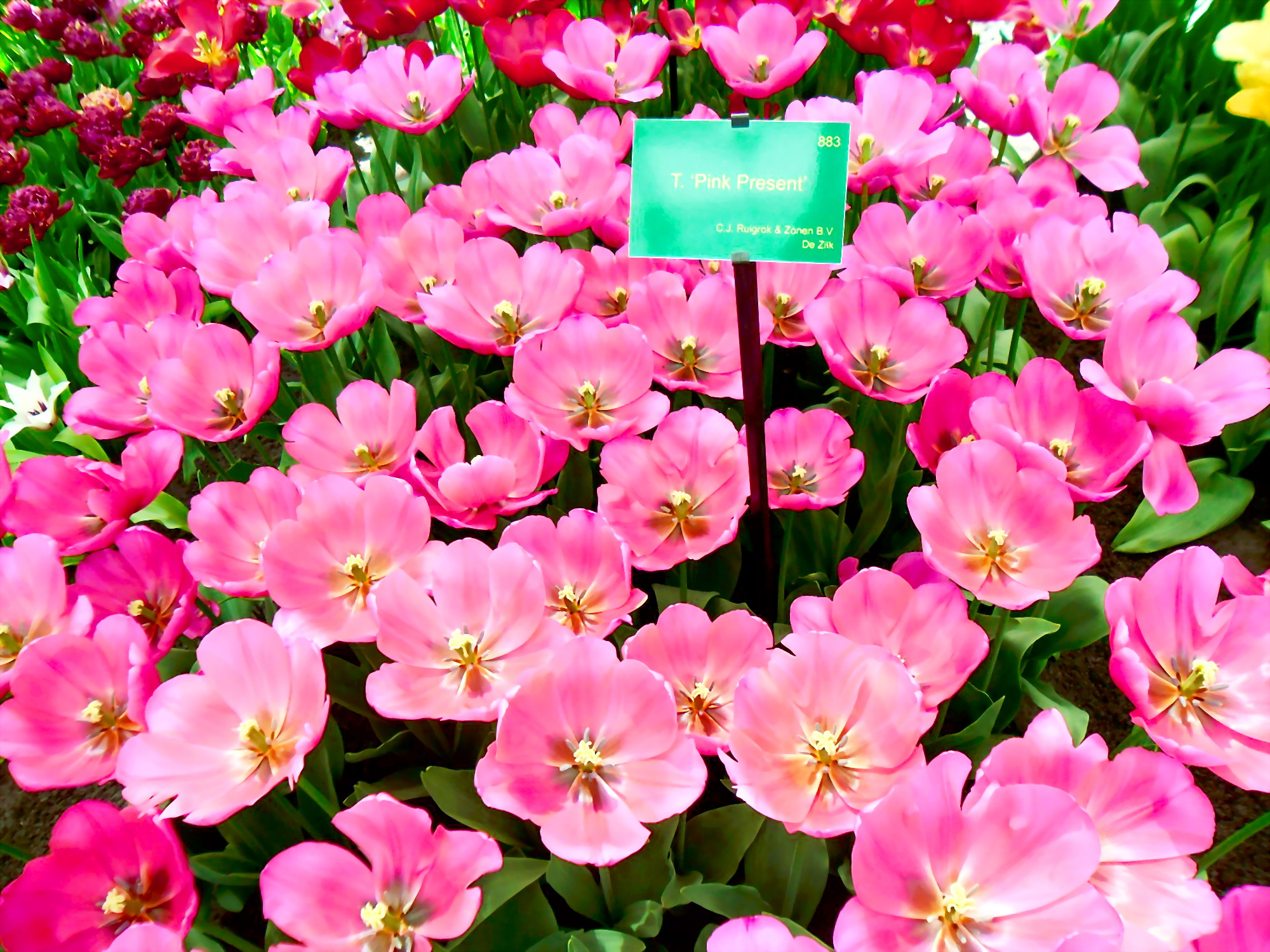
Tulip Pink Present
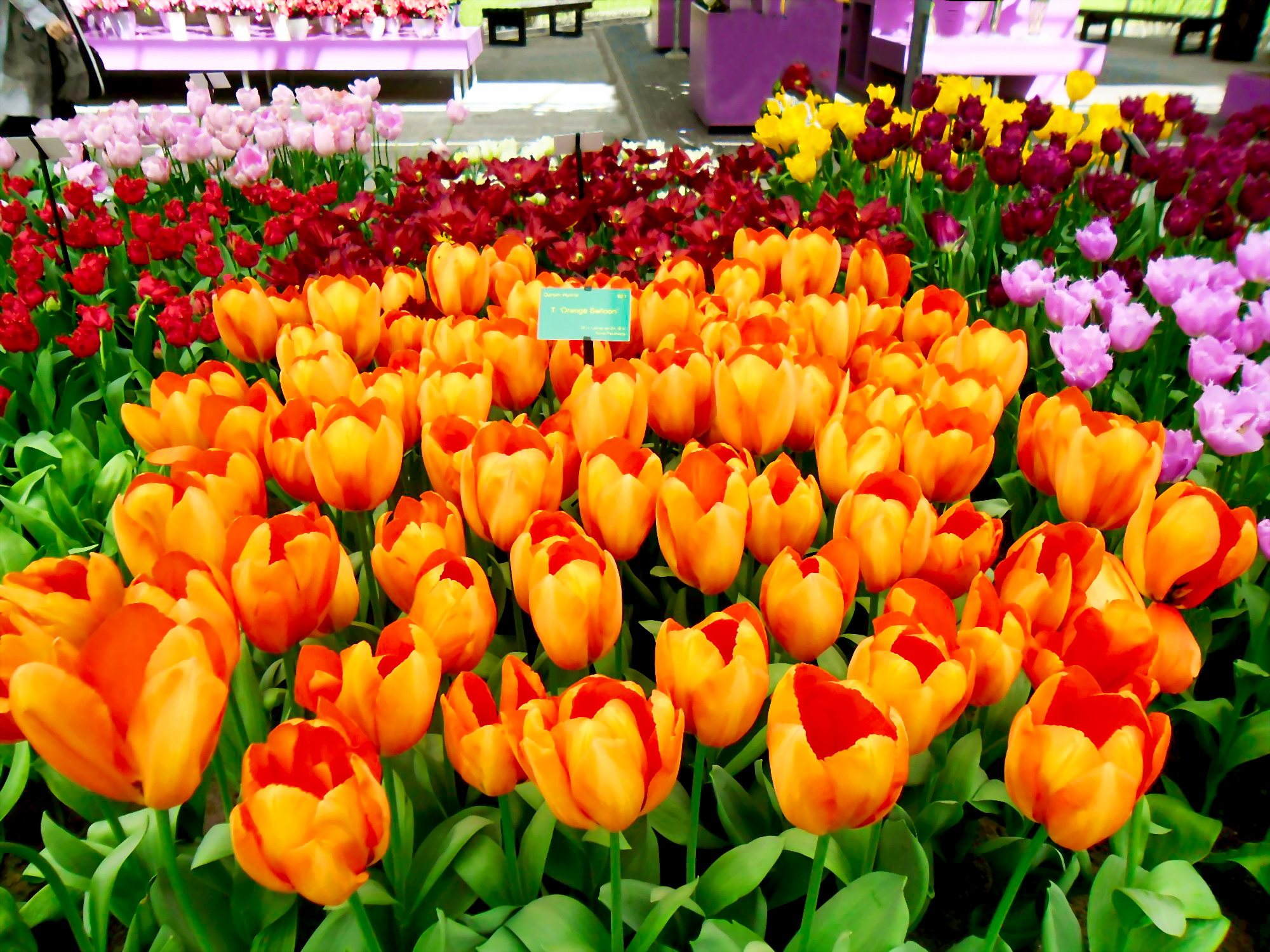
Tulip Orange Balloon
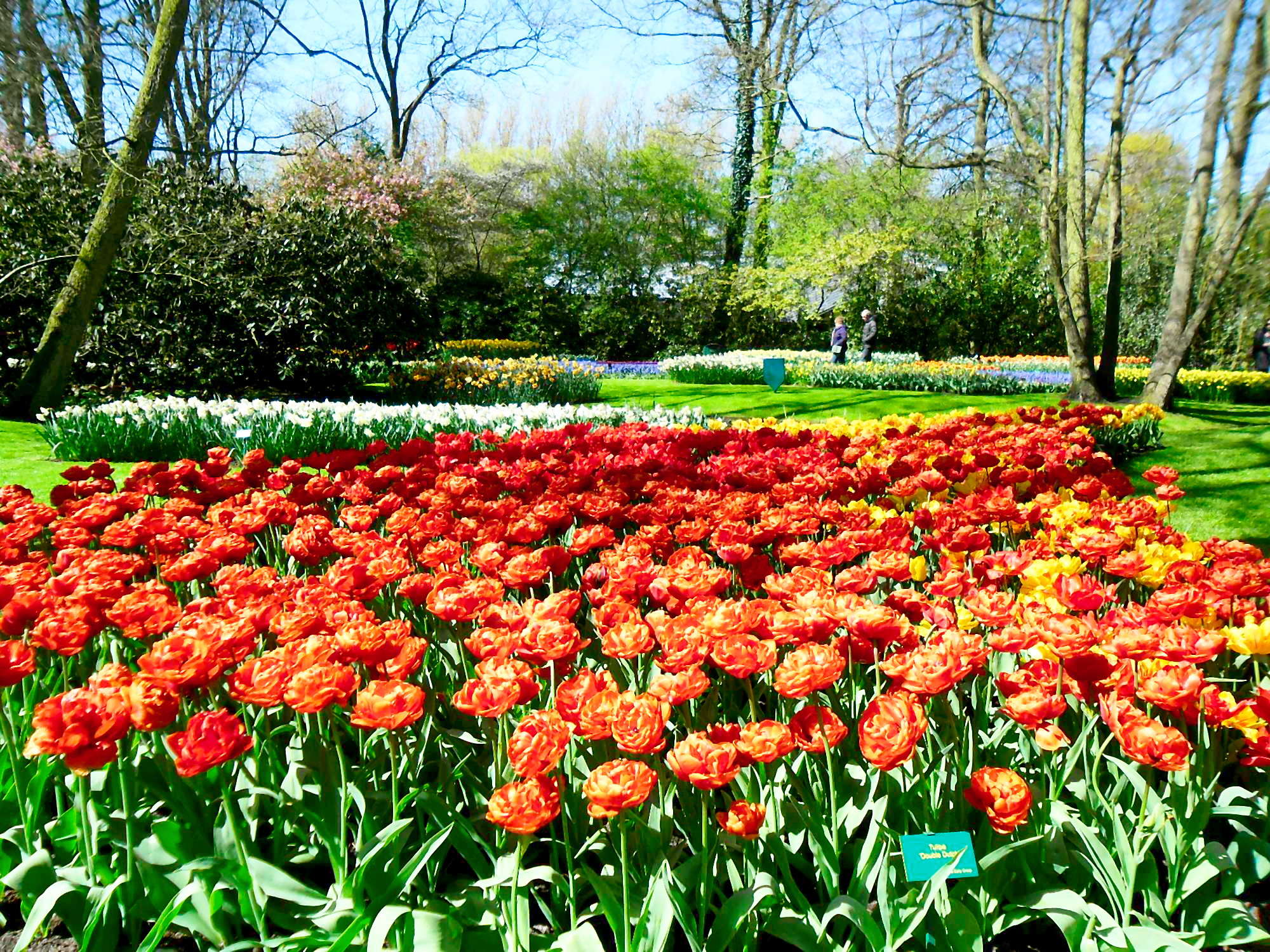
Tulip Double Dutch
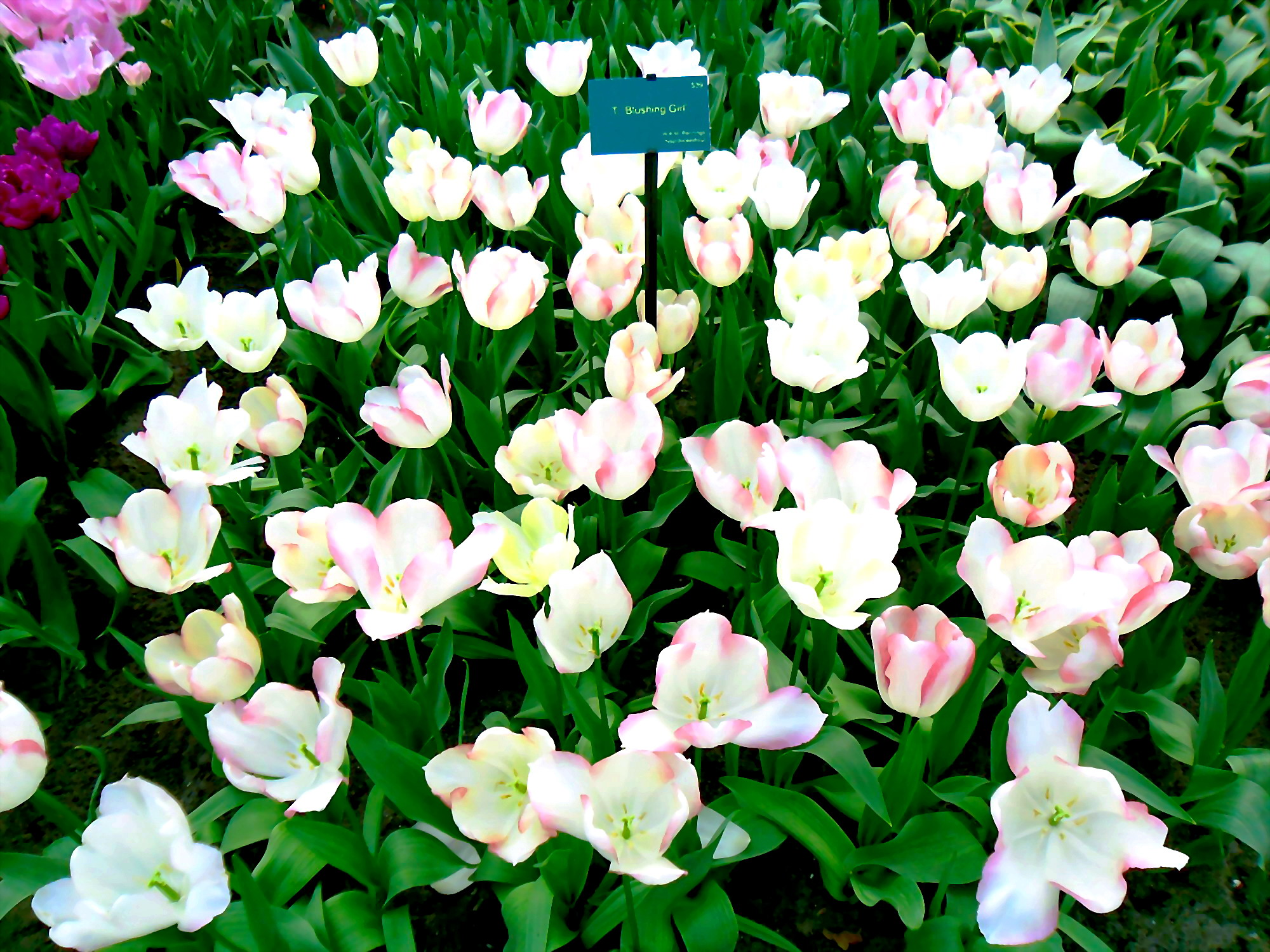
Tulip Blushing Gril
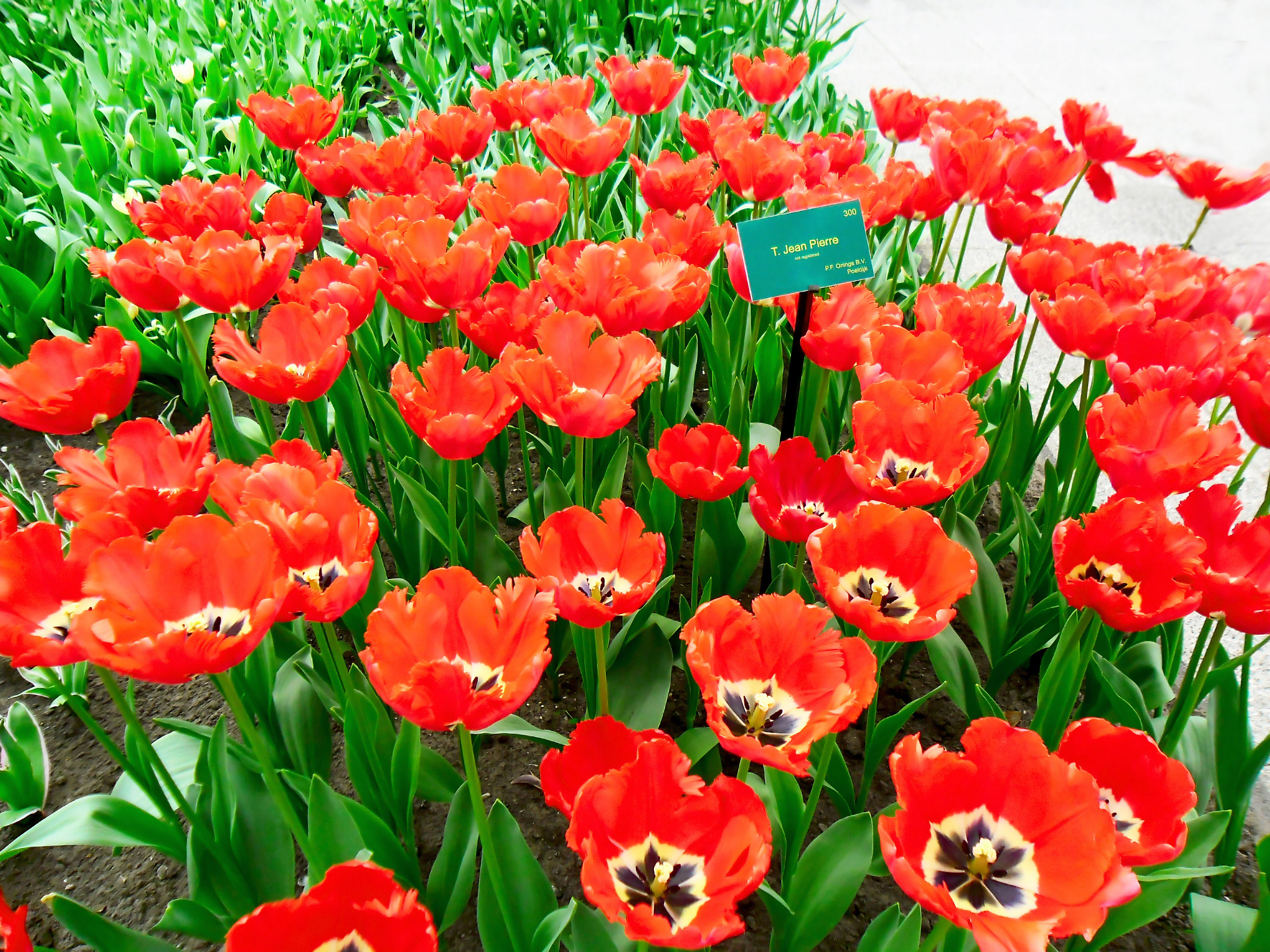
Tulip Jean Pierre
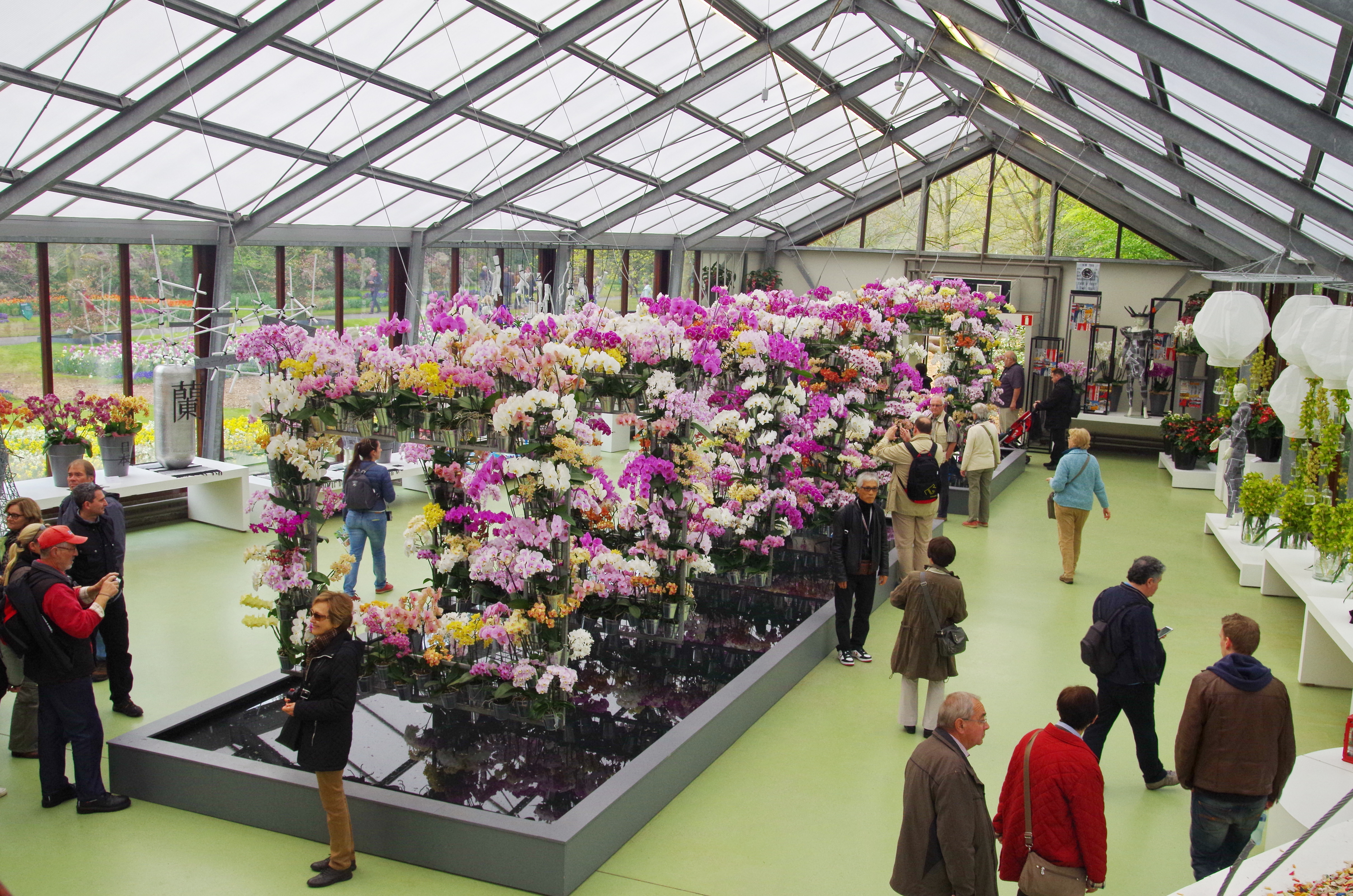
Nhà kính
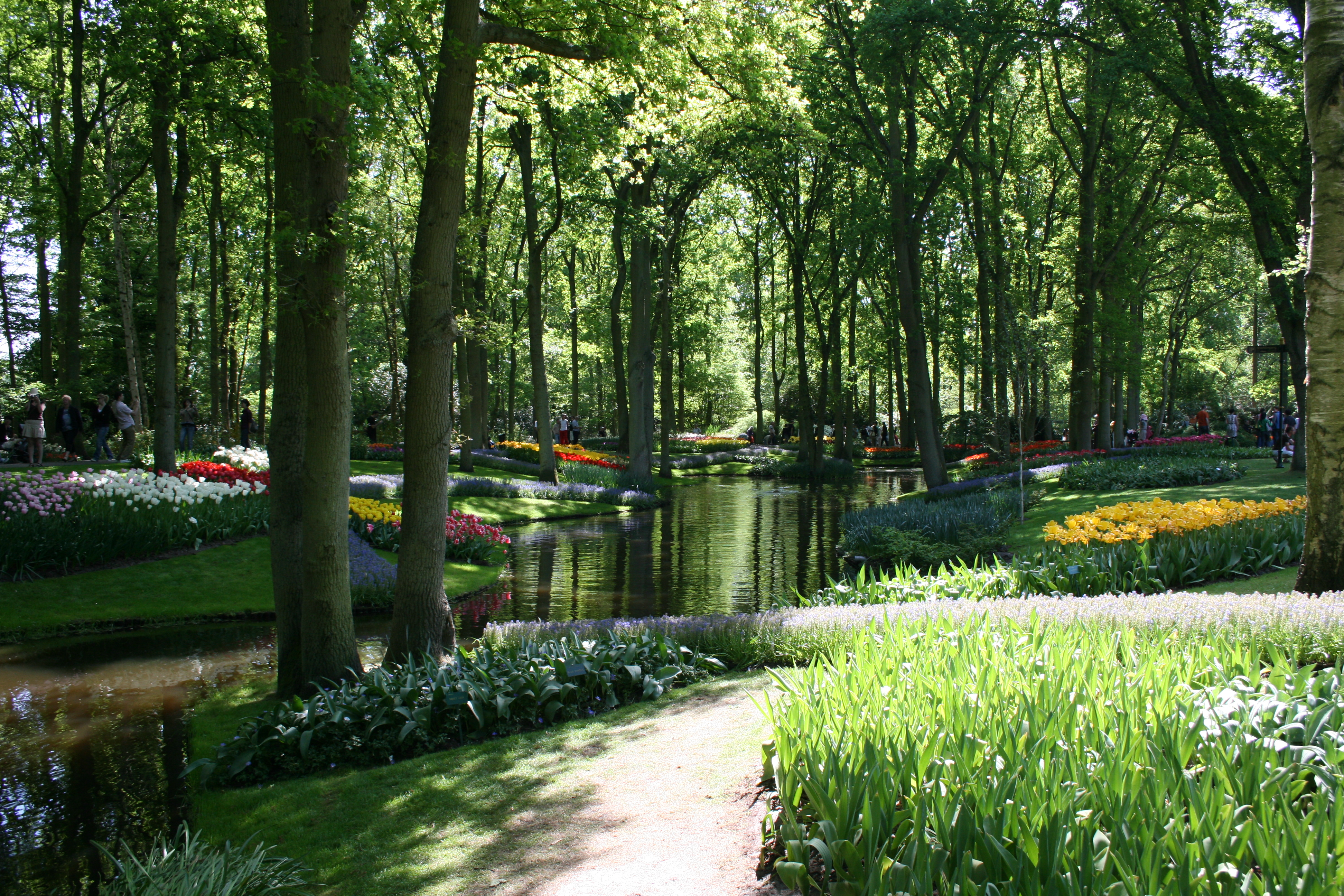
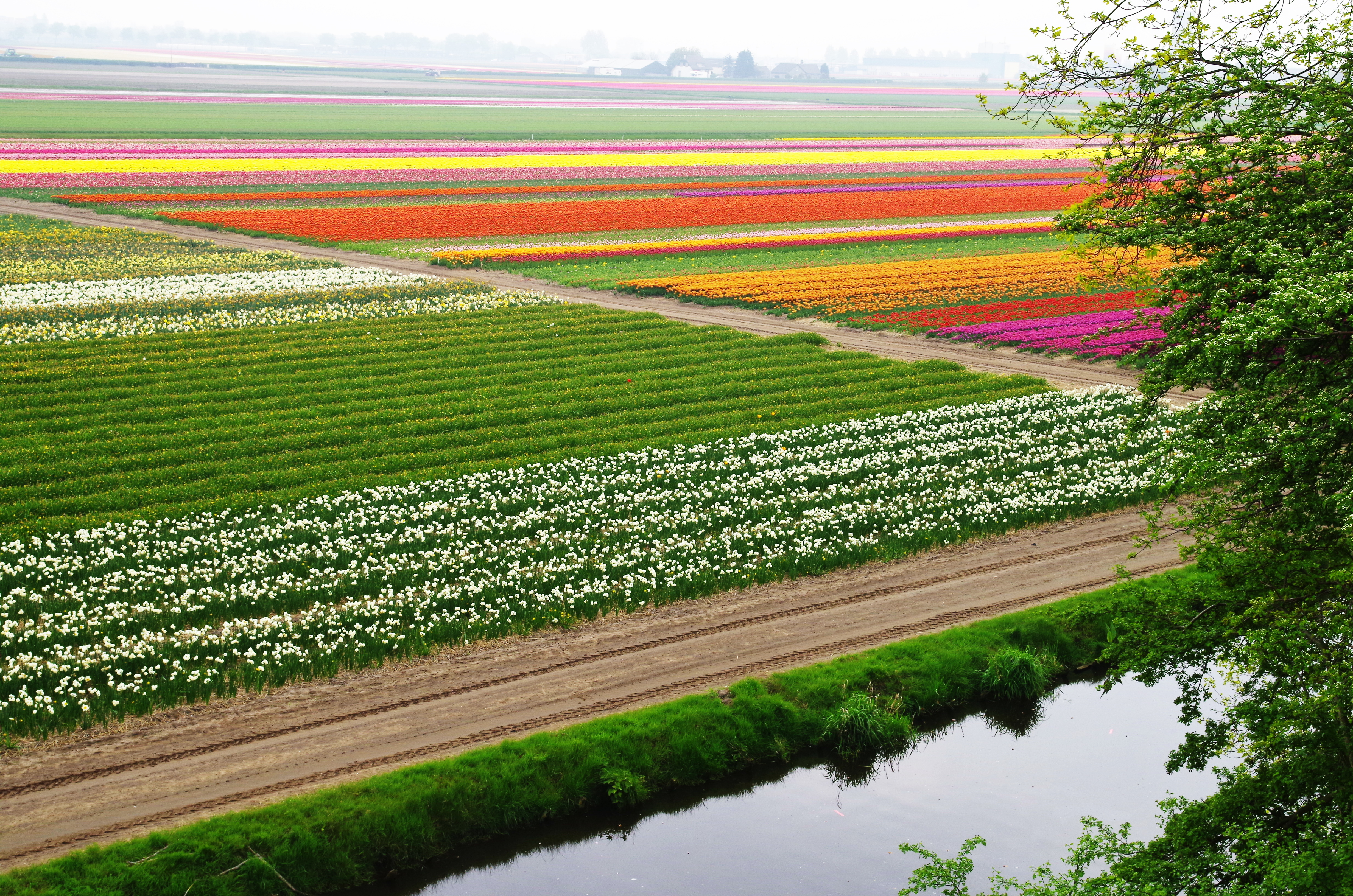
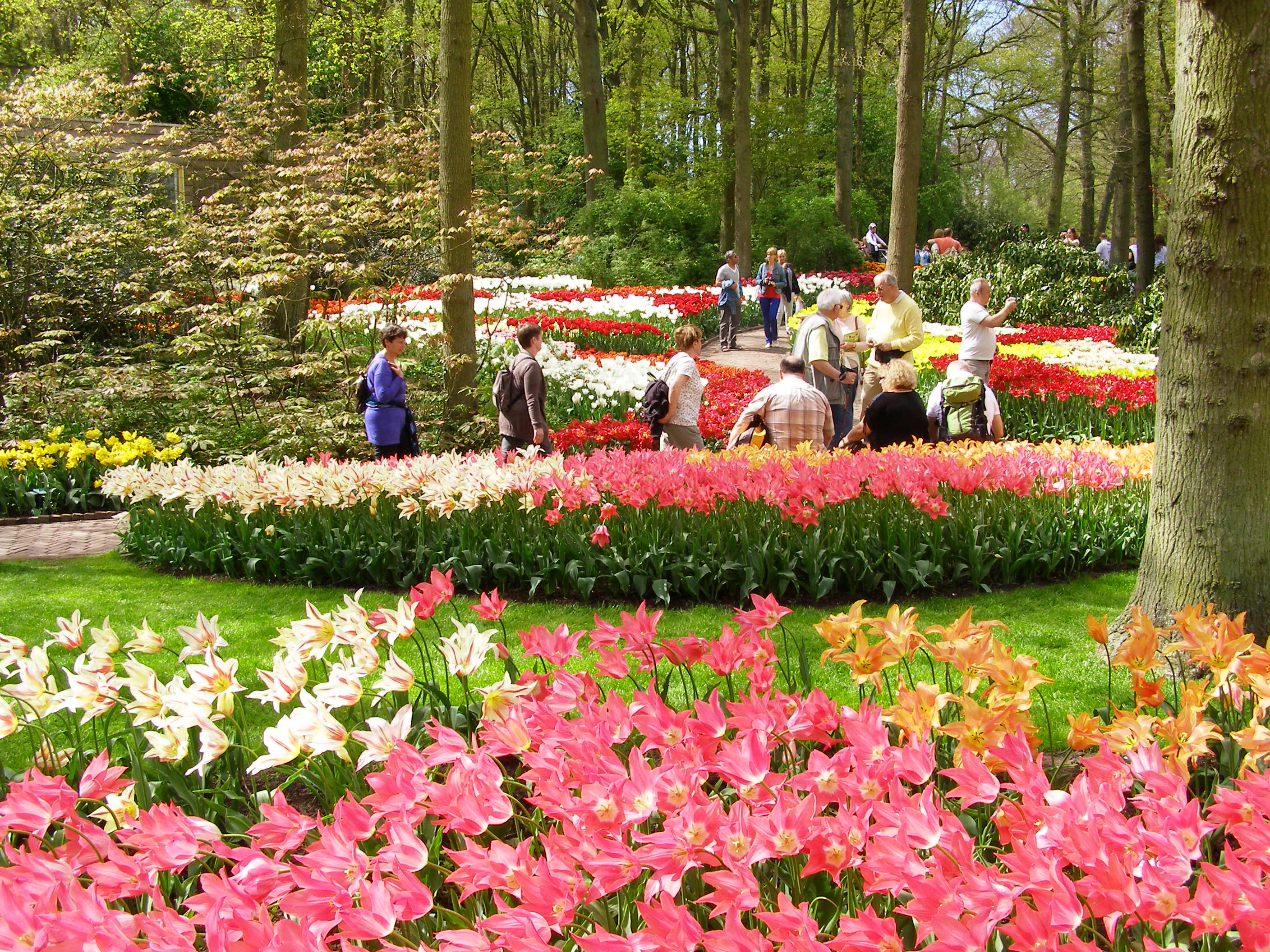